# Poison Ivy
|  | For planten som på engelsk hedder poison ivy, se almindelig giftsumak |
Poison Ivy (Pamela Lillian Isley) er en fiktiv karakter, der optræder i tegneserier udgivet af DC Comics, hovedsageligt i forbindelse med superhelten Batman. Karakteren blev skabt af Robert Kanigher og Sheldon Moldoff og optrådte første gang i Batman #181 (juni 1966).
Poison Ivy er botaniker i Gotham City, og hun er besat af planter, økologi og miljøaktivisme. Poison Ivy er en af Batmans tilbagevendende skurke, og hun er kendt for at være betaget, og i nogle værker, forelsket i ham. Ved nogle lejligheder har hun samarbejdet med andre skurke som Catwoman og Harley Quinn. Ivy og Harley er meget tætte og danner ofte par. De er bl.a. gift i Injustice universet.
Hun bliver normalt afbildet i et grønt tøj med blade og ofte med slyngplanter på arme og ben. Hun benytter gift og tankekontrollerende feromoner til sine kriminelle aktiviteter, som normalt er rettet mod at beskytte truede arter og naturen. Hun blev oprindeligt karakteriseret som en superskurk, men med New 52 og DC Rebirth er hun i perioder blevet afbildet som en antihelt, der ofte gør de forkerte ting men med de rigtige motiver.

## I andre medier
Poison Ivy har været med i mange tv-serie og film om Batman. Uma Thurman spillede rollen i Batman & Robin, og Clare Foley, Maggie Geha, and Peyton List spillede hende i Gotham. 
Diane Pershing har lagt stemme til hende i DC animated universe, hvilket bl.a. inkluderer Batman: The Animated Series (1992-1995). Derudover er der også blevet lagt stemme til hende af Piera Coppola i The Batman (2004), Tasia Valenza i Batman: Arkham computerspillene og Riki Lindhome i The Lego Batman Movie (2017).